# Toxicological Sciences
Toxicological Sciences, abgekürzt Tox. Sci., ist eine monatlich erscheinende Peer-Review Fachzeitschrift, die vom Oxford University-Verlag im Auftrag der US-amerikanischen Gesellschaft für Toxikologie (Society of Toxicology) veröffentlicht wird. Die Erstausgabe erschien im Januar 1981. Damals erschien die Zeitschrift noch unter dem Namen Fundamental and Applied Toxicology. Mitglieder der „Society of Toxicology“ haben online-Zugang zur Zeitschrift und können die Druckausgabe sehr preiswert abonnieren. Seit 1998 erscheint sie als Toxicological Sciences. Die Zeitschrift veröffentlicht Artikel aus allen Bereichen der Toxikologie.
Der Impact Factor des Journals lag im Jahr 2014 bei 3,854. Nach der Statistik des ISI Web of Knowledge wird das Journal mit diesem Impact Factor in der Kategorie Toxikologie an elfter Stelle von 87 Zeitschriften geführt.
Interim-Herausgeber sind Matthew Campen and John Lipscomb.